# جونا ديفيد جانغ
جونا ديفيد جانغ (بالإنجليزية: Jonah David Jang)‏ هو سياسي نيجيري، ولد في 13 مارس 1944. حزبياً، نشط في حزب الشعب الديمقراطي. وقد انتخب حاكم ولاية بلاتو ‏ وانتخب Governor of Benue State ‏.